# Граф Оррери

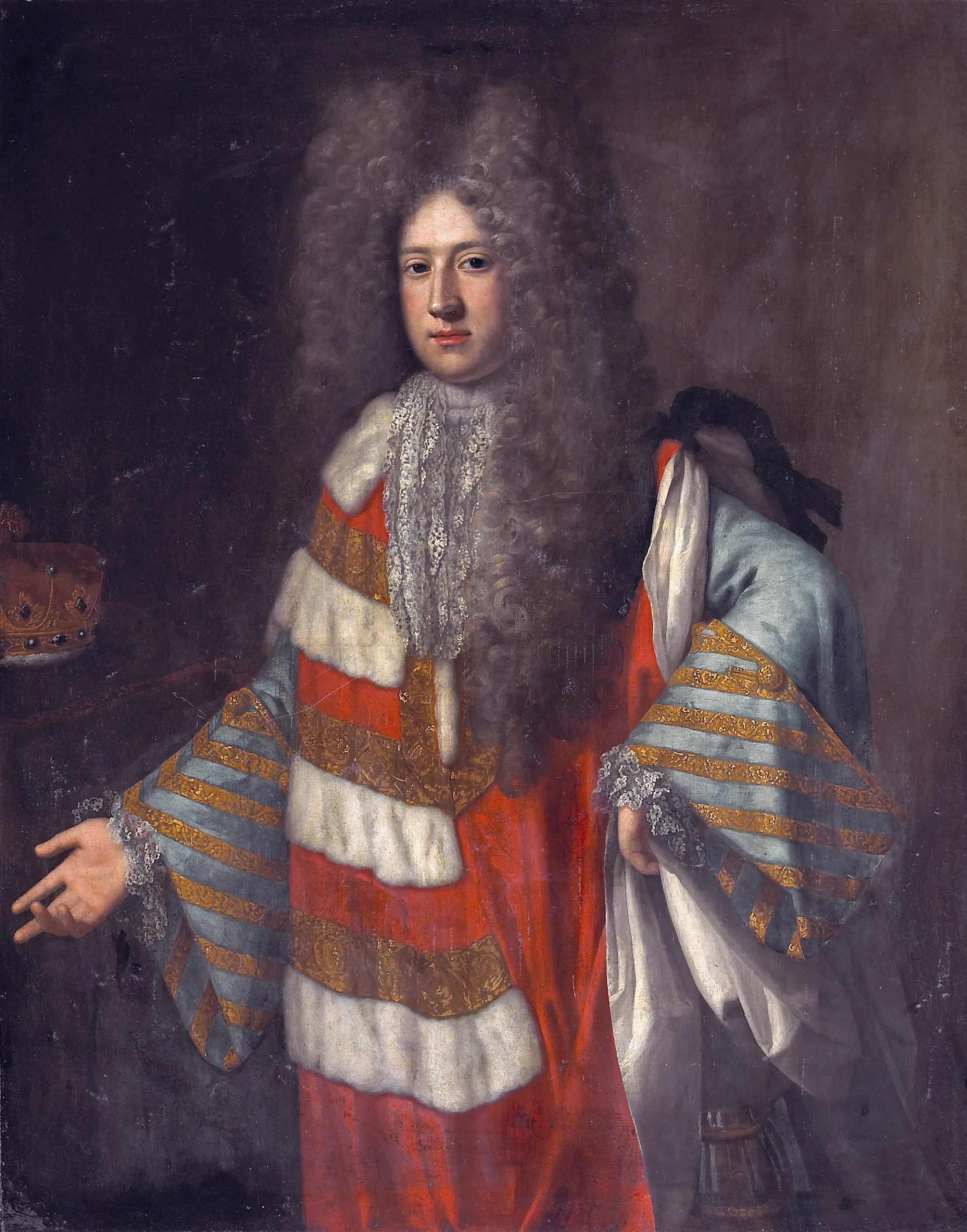
Роджер Бойль, 2-й граф Оррери

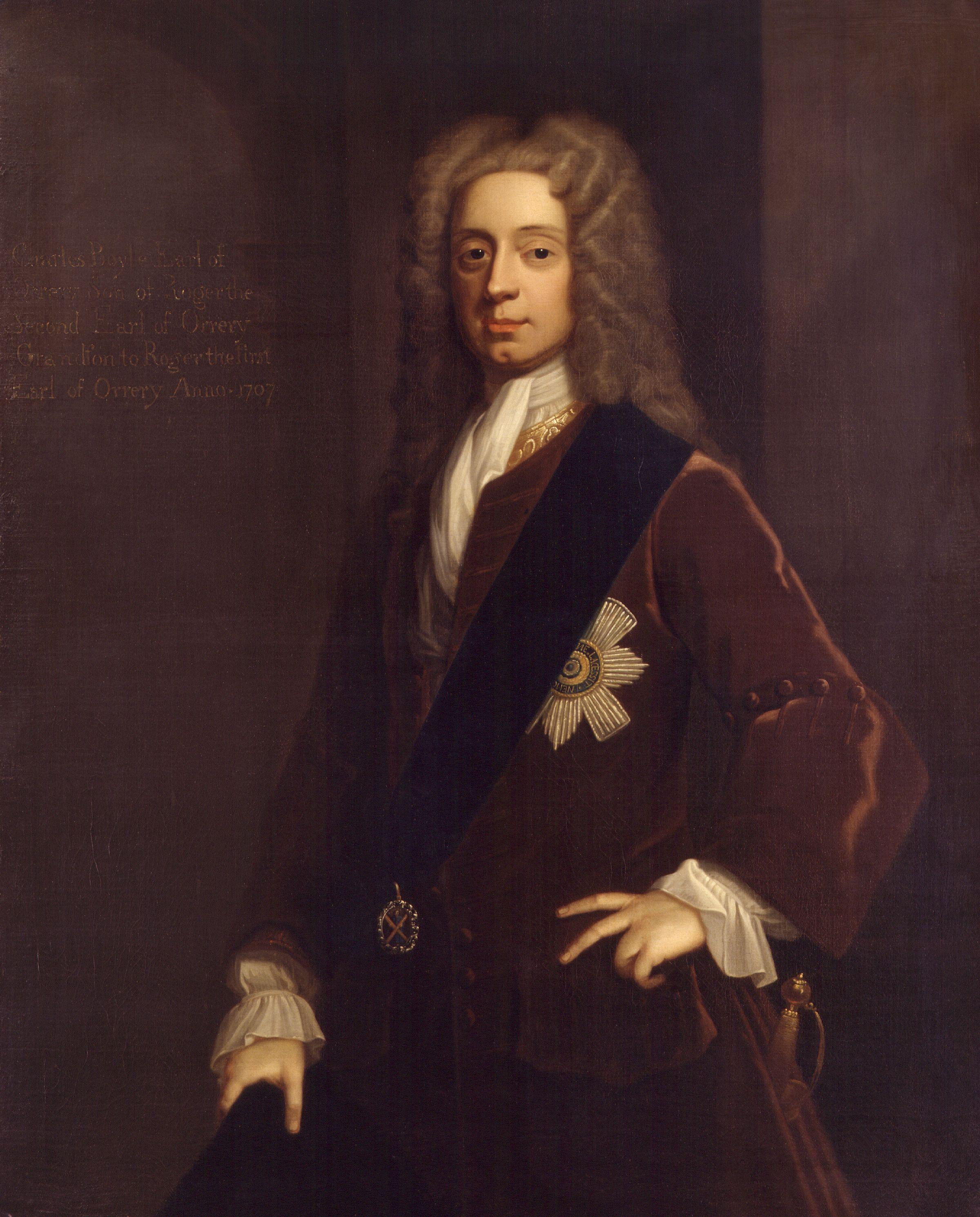
Чарльз Бойль, 4-й граф Оррери

Граф Оррери  (англ. Earl of Orrery) — наследственный титул в системе Пэрства Ирландии, объединенный с титулом графа Корк с 1753 года. Он был создан в 1660 году для военного, государственного деятеля и драматурга Роджера Бойля, 1-го барона Бойля (1621—1679), третьего сына Ричарда Бойля, 1-го графа Корка. В 1628 году 6-летний Роджер Бойль получил титул лорда Бойля из Брогхилла (пэрство Ирландии). Ему наследовал в 1679 году его сын, Роджер Бойль, 2-й граф Оррери (1646—1682). Он представлял графство Корк в Ирландской палате общин и служил вице-президентом Мунстера. Его преемником стал старший сын, Лионель Бойль, 3-й граф Оррери (1671—1703). Он представлял Ист-Гринстед в Палате общин Англии (1695, 1698—1701, 1701—1702). Ему наследовал его младший брат, Чарльз Бойль, 4-й граф Оррери (1674—1731). Он был генерал-лейтенантом британской армии и видным дипломатом. В 1711 году для него был создан титул барона Бойля из Марстона (графство Сомерсет, пэрство Великобритании). Его сын, Джон Бойль, 5-й граф Оррери (1707—1762), унаследовал титул 5-го графа Корка в 1753 году после смерти своего троюродного брата. Все последующие графы Корк одновременно являлись и графами Оррери.
Генри Бойль (1682—1764), сын и тёзка достопочтенного Генри Бойля, младшего сына Роджера Бойля, 1-го графа Оррери, получил в 1756 году титул графа Шеннона.

## Графы Оррери (1660)
- 1660—1679: Роджер Бойль, 1-й граф Оррери (25 апреля 1621 — 16 октября 1679), третий сын Ричарда Бойля, 1-го графа Корка
- 1679—1682: Роджер Бойль, 2-й граф Оррери (24 августа 1646 — 29 марта 1682), сын предыдущего
- 1682—1703: Лионель Бойль, 3-й граф Оррери (11 июля 1671 — 24 августа 1703), старший сын предыдущего
- 1703—1731: Чарльз Бойль, 4-й граф Оррери (28 июля 1674 — 28 августа 1731), младший брат предыдущего
- 1731—1762: Джон Бойл, 5-й граф Корк и 5-й граф Оррери (13 января 1707 — 16 ноября 1762), сын предыдущего и Леди Элизабет Сесил (1687—1778)
- 1762—1764: Гамильтон Бойл, 6-й граф Корк и 6-й граф Оррери (3 февраля 1729 — 17 января 1764), младший сын 5-го графа Корка от первого брака
- 1764—1798: Эдмунд Бойл, 7-й граф Корк и 7-й граф Оррери (21 ноября 1742 — 6 октября 1798), единственный сын 5-го графа Корка от второго брака
- 1798—1856: Эдмунд Бойль, 8-й граф Корк и 8-й граф Оррери (21 октября 1767 — 29 июня 1856), второй сын 7-го графа Корка
- 1856—1904: Ричард Эдмунд Сент-Лоуренс Бойль, 9-й граф Корк и 9-й граф Оррери (19 апреля 1829 — 22 июня 1904), старший сын Чарльза Бойля, виконта Дангарвана, и внук 8-го графа
- 1904—1925: Чарльз Спенсер Каннинг Бойль, 10-й граф Корк и 10-й граф Оррери (24 ноября 1861 — 25 марта 1925), старший сын предыдущего
- 1925—1934: Роберт Джон Ласеллес Бойль, 11-й граф Корк и 11-й граф Оррери (8 ноября 1864 — 13 октября 1934), младший сын 9-го графа Корка
- 1934—1967: Уильям Генри Дадли Бойль, 12-й граф Корк и 12-й граф Оррери (30 ноября 1873 — 19 апреля 1967), старший сын полковника Джеральда Эдмунда Бойля (1840—1927) и потомок 8-го графа
- 1967—1995: Патрик Реджинальд Бойль, 13-й граф Корк и 13-й граф Оррери (7 февраля 1910 — 8 августа 1995), старший сын майора Реджинальда Бойля (1877—1946)
- 1995—2003: Джон Уильям Бойль, 14-й граф Корк и 14-й граф Оррери (12 мая 1916 — 14 ноября 2003), младший брат предыдущего
- 2003 — настоящее время: Джон Ричард Бойль, 15-й граф Корк и 15-й граф Оррери (род. 3 ноября 1945), старший сын предыдущего
  - Наследник: Рори Джонатан Кортни Бойль, виконт Дангарван (род. 10 декабря 1978), единственный сын предыдущего.